# Trinomio
En álgebra, un trinomio es una expresión algebraicas de únicamente tres monomios, sumados o restados.
Ejemplos de trinomios
1. {\displaystyle 3x+5y-8z} con {\displaystyle x}, {\displaystyle y}, {\displaystyle z} variables.
2. {\displaystyle 3t-9s^{2}+3y^{3}} con {\displaystyle t}, {\displaystyle s}, {\displaystyle y} variables.
3. {\displaystyle Px^{a}+Qx^{b}+Rx^{c}} con {\displaystyle x} variable, las constantes {\displaystyle a,b,c} son enteros positivos y {\displaystyle P}, {\displaystyle Q}, {\displaystyle R} constantes arbitrarias.
4. {\displaystyle x^{2}-xy+y^{2}}, trinomio de segundo grado de dos variables homogéneo.
5. {\displaystyle x^{2}+y^{2}+z^{2}}, de tres variables.

## Casos diversos

### Trinomio cuadrado perfecto

Visualización de la fórmula para un cuadrado y para su trinomio cuadrado perfecto

Un Trinomio cuadrado perfecto, por brevedad TCP, es un polinomio de tres términos que resulta de elevar al cuadrado un binomio.

### Trinomio irreducible
- Un trinomio es irreducible en ℚ  si no se puede factorizar en expresiones de menor grado con elementos que sean números racionales así como {\displaystyle x^{2}+4x+1}
- Un trinomio es irreducible en ℝ cuando no se puede factorizar en expresiones de menor grado con elementos que sean reales así como {\displaystyle x^{2}+x+1}[2]

### Trinomio de segundo grado en una variable
Al igualar a cero se obtiene una ecuación de segundo grado, la cual ya lo habían resuelto los babilonios usando tablas de cuadrados y otros cálculos.[cita requerida]
Como una función representa en la geometría analítica, la ecuación de una parábola, y ésta tiene aplicaciones en la física, al describir la trayectoria de un móvil lanzado; como también en el diseño de los faros de un auto.
El cálculo del área subtendida por un sector parabólico, fue realizado por Arquímedes en época anterior a la era actual. Dicho esfuerzo son los inicios del cálculo integral, luego retomado por Fermat, Newton y Leibniz, en la época moderna.

### Ejemplos
Sea:
{\displaystyle 12xy+9x^{2}+4y^{2}\,\!}
Ordenando según las normas del álgebra, de mayor  a menor grado de {\displaystyle x\,\!}, resulta que:
{\displaystyle 9x^{2}+12xy+4y^{2}\,\!}
Y podemos darnos cuenta de:
{\displaystyle 9x^{2}=(3^{2})(x^{2})=(3x)^{2}\,\!}
{\displaystyle 4y^{2}=(2y)^{2}\,\!}
{\displaystyle 12xy=2(3x)(2y)\,\!}
Podemos averiguar que es un TCP ya que cumple con las normas:
{\displaystyle 12xy+9x^{2}+4y^{2}=\left({\sqrt {9x^{2}}}+{\sqrt {4y^{2}}}\right)^{2}=(3x+2y)^{2}\,\!}
Sea:
{\displaystyle {\frac {1}{4}}y^{4}z^{2}+w^{2}+wy^{2}z\,\!}
Ordenando respecto a la variable de mayor potencia ({\displaystyle y}) tenemos:
{\displaystyle {\frac {1}{4}}y^{4}z^{2}+wy^{2}z+w^{2}\,\!}
evaluando el trinomio, vemos que:
{\displaystyle {\frac {1}{4}}y^{4}z^{2}=\left({\frac {1}{2}}y^{2}z\right)^{2}\,\!}
y
{\displaystyle w^{2}=(w)^{2}\,\!}
por último, vemos que
{\displaystyle 2\left({\frac {1}{2}}y^{2}z\right)(w)=wy^{2}z\,\!}
Entonces, la expresión es un trinomio cuadrado perfecto.

## Trinomio de grado par de una variable
estos trinomios son de la forma:
{\displaystyle mx^{2p}+nx^{p}+l} donde m, n, l son constantes y p es un entero positivo.

### Ejemplos
1. {\displaystyle 5x^{4}-3x^{2}-1/4}, origina una ecuación llamada bicuadrada
2. {\displaystyle -15t^{12}-3/4t^{6}-13/25} un trinomio de duodécimo grado[3]

## Trinomios usuales
1. {\displaystyle ax^{2}+bx+c} que igualado a 0 , se conoce como la ecuación general de segundo grado en una variable
2. {\displaystyle x^{2}+px+q} si se hace igual a 0 origina la forma reducida de una ecuación de segundo grado
3. {\displaystyle y^{3}+py+q} igualando a 0, origina la ecuación cúbica reducida de una variable, a la que se puede aplicar la fórmula de Cardano.[4]
4. {\displaystyle x^{2}+x+1} sus ceros son las raíces cúbicas no reales de 1.[5]
5. {\displaystyle x^{4}+x^{2}+1}= {\displaystyle (x^{2}+x+1)\times (x^{2}-x+1)}.  Sus ceros son la raíces cúbicas no reales de 1 y -1, respectivamente.

## Aplicaciones
- Los trinomios factorizables en binomios lineales se usan en operaciones con fracciones algebraicas y al calcular el MCM y MCD de expresiones algebraicas enteras[6]
- En la descomposición en fracciones parciales, aparecen binomios lineales y trinomios cuadráticos;

Por ejemplo {\displaystyle {\frac {2x+1}{x^{3}-1}}={\frac {A}{x-1}}+{\frac {Bx+C}{x^{2}+x+1}}}